# Rahart
Rahart is een gemeente in het Franse departement Loir-et-Cher (regio Centre-Val de Loire) en telt 256 inwoners (2005). De plaats maakt deel uit van het arrondissement Vendôme.

## Geografie
De oppervlakte van Rahart bedraagt 14,1 km², de bevolkingsdichtheid is 18,2 inwoners per km².
De onderstaande kaart toont de ligging van Rahart met de belangrijkste infrastructuur en aangrenzende gemeenten.

## Demografie
Onderstaande figuur toont het verloop van het inwonertal (bron: INSEE-tellingen).